# Schloss Püdensdorf

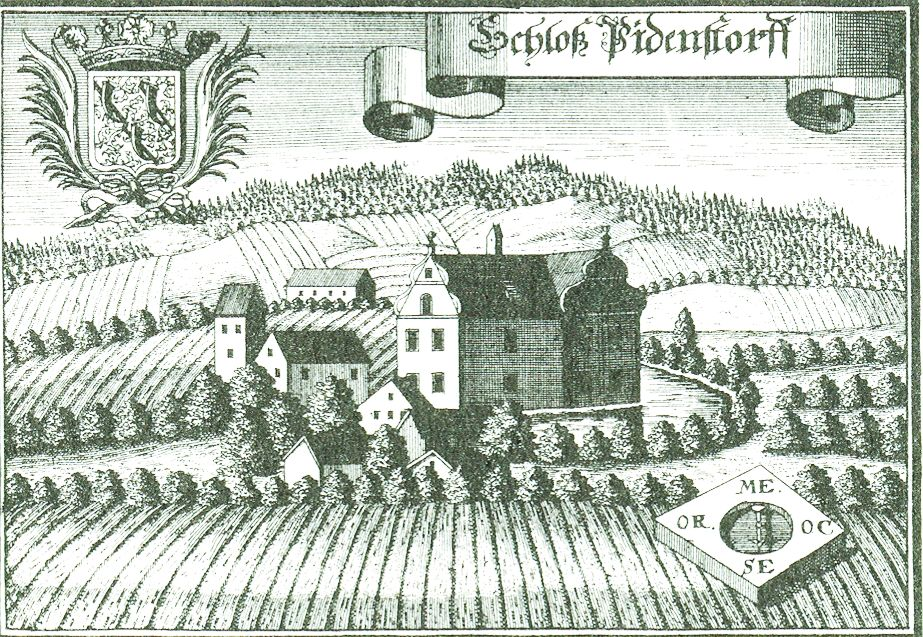
Schloss Püdensdorf nach einem Stich von Michael Wening von 1721

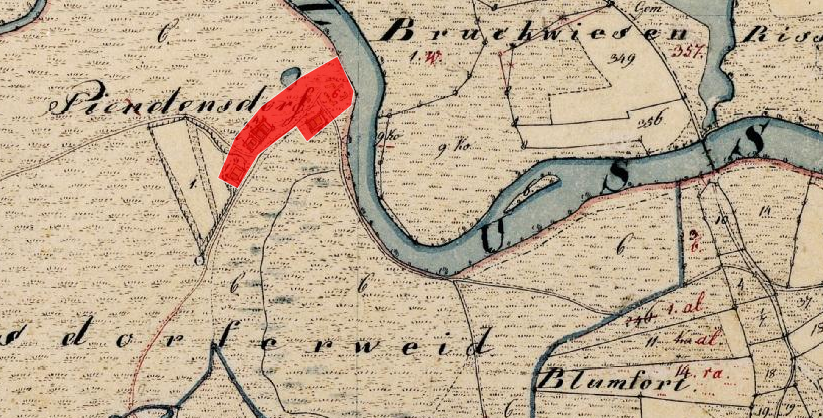
Lageplan von Schloss Püdensdorf auf dem Urkataster von Bayern

Das abgegangene Schloss Püdensdorf befand sich in dem Ortsteil Chammünster der oberpfälzischen Stadt Cham im Landkreis Cham von Bayern. Die Anlage wird als Bodendenkmal unter der Aktennummer D-3-6742-0006 im Bayernatlas als „Wüstung "Piedensdorf", untertägige Befunde des abgebrochenen Schlosses, zuvor mittelalterliche Burg“ geführt. 

## Geschichte
Die ursprüngliche Niederungsburg Püdensdorf war eine Burg in dem Befestigungsring um die Burg Cham; ähnlich wie Burg Chameregg, Katzberg oder Satzdorf und diente Püdensdorf im Süden von Cham als letztes Vorwerk dieser Befestigungsanlage. Da die Anlage im Hochwassergebiet des Regen und der Chamb lag, ist anzunehmen, dass diese eine Wasserburg war. Als Entstehungszeitpunkt wird das 12. Jahrhundert angenommen. Inhaber dürften die Püdensdorfer, Ministeriale der Markgrafen von Cham, gewesen sein.
Der urkundlich erste dieser Familie dürfte Aerbo de Pudemingesdorf sein, der als Zeuge in einer Güterübergabe an das Kloster Reichenbach erscheint. 1290 und 1294 werden Syfridus, Pertoldus et Fredericus fratres de Pvedmenstorf im Zusammenhang mit einer Schenkung an das Kloster Schönthal als Lehensleute des bayerischen Herzogs Otto II. genannt. Ein Syfridus miles der Pudminstorf wird nochmals 1300 als Zeuge erwähnt. Bis zum 16. Jahrhundert sind die Püdensdorfer hier als Besitzer nachgewiesen. 1379 tritt Ulrich Püdensdorfer als Richter auf der Burg Wetterfeld belegt; 1437 ist sein gleichnamiger Nachkomme, der auch 1433 bei der Schlacht bei Hiltersried gegen die Hussiten kämpfte, als Pfleger von Neunburg vorm Wald genannt. Unter Leonhard Püdensdorfer ist 1488 erstmals der Status als Hofmark belegt. Am 1. April 1528 muss Michael Püdensdorfer, zeitweise Landrichter in Cham, aus einer finanziellen Notlage heraus, den Stammsitz an den Neunburger Landschreiber und Chamer Kastner Christoph Otinger zu verkaufen.
Ab 1529 ist also Christoph Oettinger Herr auf Püdensorf. 1540 folgt ihm Hans Wenstl von Windischbergerdorf nach. Über dessen Tochter gelangt der Besitz an den Chamer Dekan Oswald Ruland. Dieser soll Erweiterungsbauten vorgenommen haben. Ihm folgt 1477 sein Sohn Hilarius Ruland nach, der den Besitz 1583 an seinen Stiefsohn Johann Walter Helberger weitergab und der es 1603 wiederum an seinen Sohn Johann Ulrich weiter veräußerte. Dieser verkauft das Landsassengut an Hans Fuchs auf Arnschwang. 1609 ist nochmals ein Püdensorfer hier ansässig; er verkauft aber das Gut bereits 1612 wieder an den Fuchs. 1615 vertauscht Hans Wilhelm Fuchs das Gut mit der Witwe Sibylla Elisabetha des verstorbenen Ludwig von Eyb gegen die Hofmark Ränkam. 1618 ist Wolf Georg von Schönstein hier beglaubigt. Ab 1630 sind hier die Poißl von Loifling als Inhaber bezeugt. 1663 folgt ihnen Josef Simon von Preu und 1689 die Gleißenthaler auf Zandt. 1710 erwerben die Freiherrn von Vieregg das Landsassengut und bleiben bis in das 19. Jahrhundert hier ansässig. 1829 kaufen Chamer Bürger, die sogenannte „Püdensdorfer Weidengemeinschaft“, das überschuldete Gut von den letzten überlebenden Vieregger’schen Töchtern.

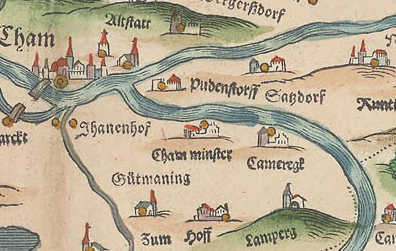
Ausschnitte aus den Bairischen Landtafeln von 1568 von Philipp Apian

## Schloss Püdensdorf früher
Auf den Landtafeln von Philipp Apian von 1568 ist die Lage von Püdensdorf bei dem Zusammentreffen der Flüsse Regen und Chamb sehr gut zu erkennen. Die Burg lag in einem leicht sumpfigen Gelände unmittelbar am linken Regenufer, ca. 1500 m östlich von Cham und ca. 1000 m nordwestlich von Chammünster. Es ist ein zweigeschossiger Satteldachbau mit einem großen, seitlich angebauten Turm zu sehen.
Nach dem Stich von Michael Wening von 1721 ist das Schloss Püdensdorf eine zweigeschossige und abgewinkelte Anlage mit geschweifter Barockfassade. Das Schloss wird als Wasserschloss dargestellt. Weitere Bauteile, darunter auch ein satteldachgedeckter Turm, stehen in dem Schlossareal.
Das Schloss war 1806 bei einem Eisstoß des unmittelbar vorbeifließenden Regen beschädigt worden. Nach dem Einsturz eines Giebels 1826 infolge eines Unwetters ließ ein weiterer Eisstoß, der die Umfassungsmauer zerstörte, den Bau 1829 zur Hälfte einstürzen, so dass er in der Folge vollständig abgetragen und eingeebnet wurde, während man das Abbruchmaterial verkaufte. Die dazugehörigen Besitzungen sind veräußert worden. Die Stelle des ehemaligen Schlossgebäudes kennzeichnete nach dem Abbruch lange Zeit nur noch eine leichte Erhebung im Wiesengelände unmittelbar am Regenufer. Erst im Jahre 2003 wurde an dieser Stelle auf Initiative der Altstadtfreunde Cham und mit Unterstützung des Lions Club Cham ein Gedenkstein errichtet und wieder ein Birnbaum gepflanzt, dessen abgekommener Vorgänger die einzige Erinnerung an das Schloss war.